# Luis Romero Fernández
Luis Miguel Romero Fernández MId (ur. 16 czerwca 1954 w Palencii) – hiszpański duchowny rzymskokatolicki, pracujący w Stanach Zjednoczonych, biskup pomocniczy Rockville Centre od 2020.

## Życiorys
Święcenia kapłańskie otrzymał 11 września 1981 jako członek Instytutu Chrystusa Odkupiciela. Przez wiele lat pracował duszpastersko w rodzinnym kraju oraz w kilku państwach Ameryki Południowej. W 2014 został skierowany do Stanów Zjednoczonych, gdzie pełnił funkcje m.in. prowincjała oraz wikariusza biskupiego diecezji Rockville Centre.
3 marca 2020 papież Franciszek mianował go biskupem pomocniczym diecezji Rockville Centre i biskupem tytularnym Egara. Sakry biskupiej udzielił mu 29 czerwca 2020 biskup John Barres.